# Spin the Music
Spin the Music (dt. Dreh die Musik; Eigenschreibweise: Spin The Music) ist das neunte Studioalbum der japanischen Sängerin Crystal Kay. Das Album wurde am 8. Dezember 2010 in Japan veröffentlicht und debütierte in der ersten Woche auf Platz 42 mit 4.439 verkauften Einheiten in den Oricon-Charts in Japan.

## Details zum Album
Spin the Music ist Kays letztes Studioalbum, bei ihrer ehemaligen Plattenfirma Epic Records. Außerdem ist es auch ihr erstes Studioalbum, seit 4 Real (2003), das nur in einer Version erhältlich war. Das Lied Time of Love wurde, als Titelmelodie, für den NHK-Dorama 10-nen Saki mo Kimi ni Koishite verwendet. Um das Album bekannt zu machen, veröffentlichte man vorher zwei Singles After Love: First Boyfriend / Girlfriend, wobei hier nur der erste Titel After Love: First Boyfriend genommen wurde und die Single Journey: Kimi to Futari de. Man nahm auch einige Lieder aus der Flash EP, wie zum Beispiel Flash oder I Pray und die Download-Single Time of Love nahm man auch.
- Katalognummer: ESCL-3576[4]

## Titelliste
| #   | Titel                                                           | Übersetzung                           | Länge |
| --- | --------------------------------------------------------------- | ------------------------------------- | ----- |
| 1.  | Journey: Kimi to Futari de Journey ~君と二人で~                 | Reise, zusammen mit dir               | 4:19  |
| 2.  | After Love: First Boyfriend feat. Kaname                        | Nach der Lieber: Erster fester Freund | 4:07  |
| 3.  | Konya wa No.1 (今夜はNo.1)                                      | Heute Nacht ist es die Nr.1           | 3:16  |
| 4.  | Kimi ga Ireba (君がいれば)                                      | Wenn du hier bist                     | 3:09  |
| 5.  | Time of Love                                                    | Zeit der Liebe                        | 3:44  |
| 6.  | I Pray                                                          | Ich bete                              | 3:55  |
| 7.  | Goodbye                                                         | Auf Wiedersehen                       | 3:49  |
| 8.  | Love or Game                                                    | Liebe oder Spiel                      | 4:40  |
| 9.  | Hands Up                                                        | Hände hoch                            | 3:52  |
| 10. | Flash                                                           | Blitz                                 | 3:24  |
| 11. | Thank You for Talkin’ to Me Africa feat. Yellow Magic Orchestra | Danke, dass du mit mir redest, Afrika | 4:08  |
| 12. | I’ll Be There                                                   | Ich werde da sein                     | 3:43  |

## Verkaufszahlen und Charts-Platzierungen

### Charts
| Charts                           | Positionen |
| -------------------------------- | ---------- |
| Billboard Japan Top Albums       | 36         |
| Tägliche Oricon Album-Charts     | 28         |
| Wöchentliche Oricon Album-Charts | 42         |

### Verkäufe
| Charts                           | Erste Woche | Insgesamt | Charts-Aufenthalt |
| -------------------------------- | ----------- | --------- | ----------------- |
| Wöchentliche Oricon Album-Charts | 4.439       | 8.535     | Sechs Wochen      |